# J. Stephen Russell
J. Stephen Russell (* 7. April 1951) ist ein US-amerikanischer anglistischer Mediävist.

## Leben
Er studierte an der Johns Hopkins University (BA 1973, MA 1975, Ph.D. 1978). Er ist seit 1983 Professor für Englisch an der Hofstra University.
Seine Forschungsinteressen sind mittelalterliche englische Literatur, Patristik und Zisterzienserforschung und Literaturtheorie.

## Schriften (Auswahl)
- Writing at work. The Russell and Associates papers. Holt, Rinehart and Winston, New York NY u. a. 1985, ISBN 0-03-070596-7.
- als Herausgeber: Allegoresis. The craft of allegory in medieval literature (= Garland Reference Library of the Humanities. 664). Garland, New York NY u. a. 1988, ISBN 0-8240-8565-5.
- The English dream vision. Anatomy of a form. Ohio State University Press, Columbus OH 1988, ISBN 0-8142-0451-1.
- Chaucer and the trivium. The mindsong of the Canterbury Tales. University Press of Florida, Gainesville FL u. a. 1998, ISBN 0-8130-1637-1.